# ビタミンD3外用薬
ビタミンD3外用薬（ビタミンディースリーがいようやく）は、皮膚疾患の治療の一つである皮膚外用療法に用いられる医薬品である。ビタミンD3含有外用薬、ビタミンD3誘導体外用薬とも。

## 薬効
ビタミンDは、ビタミンD2とビタミンD3に分けられ、前者は植物に含まれ、生体では後者として利用する。
ビタミンD欠乏症に対して、皮膚から吸収するためのビタミンD3の外用は血中ビタミンD濃度を上昇させるのに有効である。

## 種類
- マキサカルシトール（Maxacalcitol、商品名 オキサロール軟膏）
- タカルシトール（英語版）（商品名 ボンアルファ軟膏、ボンアルファハイ軟膏）
- カルシポトリオール（英語版）（商品名 ドボネックス軟膏）

## 適応疾患
- 乾癬一般

マキサカルシトール、タカルシトール。乾癬では尋常性乾癬のみ、タカルシトール、カルシポトリオール。
- 魚鱗癬･掌蹠角化症

マキサカルシトール、タカルシトール
- 掌蹠膿疱症･毛孔性紅色粃糠疹

タカルシトール

## 副作用
接触性皮膚炎（かぶれ）。高カルシウム血症を起こし、急性腎不全を併発する副作用が報告されている。高カルシウム血症は特に大量に使用すると生じやすい。